# Michael Buckland
 (janvier 2019).
Pour les articles homonymes, voir Buckland.
Michael Keeble Buckland, né en 1941, est un professeur émérite à la UC University of California, Berkeley School of Information (en) et co-directeur de l’Electronic Cultural Atlas Initiative (en) britannique.
Il est considéré comme un précurseur en histoire des sciences de l’information et un préservateur des œuvres majeures qui y sont liées, comme celles de Suzanne Briet et Paul Otlet. Il a étudié particulièrement la bibliothéconomie.

## Biographie
Michael Buckland est né en 1941 et a grandi en Angleterre. Après des études d’histoire à l’université d’Oxford, il y exerce comme stagiaire à la bibliothèque bodléienne. Après avoir obtenu son diplôme professionnel de bibliothécaire à l’université de Sheffield en 1965, il rejoint l’équipe de la section recherche en bibliothéconomie de l’université de Lancaster, un an après sa création. Responsable du service de recherche en bibliothéconomie, il se concentre sur une série d’études sur les usages des ouvrages, leur disponibilité, ainsi que sur les techniques de gestion de bibliothèque(ou bibliothéconomie). C’est à cette époque qu’il publie sa thèse, intitulée Book Availability and the Library User (Pergamon, 1975) et obtient son doctorat de l’université de Sheffield.
En 1972 il déménage aux États-Unis et prend le poste de directeur adjoint des bibliothèques de l’université Purdue, aux services techniques. Il devient ensuite doyen de la School of Library and Information Studies à Berkeley (1976 - 1984). De 1983 à 1987 il est nommé vice président aux politiques et actions des bibliothèques des neuf campus de l’université de Californie. Dans ce cadre, il écrit un manuel de gestion des bibliothèques qu’il destine dans un premier temps aux directeurs de bibliothèques avant de l’élargir au grand public. Il intervient également en tant que professeur invité en Autriche et en Australie.
Il est co-directeur de l’Electronic Cultural Atlas Initiative (en), initiative des Humanités numériques regroupant de nombreux professeurs et institutions universitaires du monde entier, ayant pour objectif de créer un atlas numérique en réseau en créant des outils et en définissant des normes pour des cartes numériques dynamiques. Le projet rassemble des documents à portée culturelle en faveur du grand public. Buckland en est un des principaux chercheurs.
En 1998 il devient président de l’Association for Information Science and Technology.

## Concepts Clefs
En 2017, Michael Buckland publie un ouvrage intitulé Information and society qui regroupe les concepts et notions essentielles autour desquels il a axé sa carrière ainsi que l'ensemble de ses recherches. Cet ouvrage recouvre assez bien l'ensemble de sa pensée. 
« La discipline qui a l'information comme seul objet d'intérêt est la science de l'information. Celle-ci a grandi au cours du XXe siècle à partir des préoccupations du mouvement de la documentation, qui cherchait à comprendre la nature des documents de toutes sortes, et donc à en donner accès d'une manière beaucoup plus sophistiquée que les catalogues et les index classiques pourraient fournir. L'avènement de l'ordinateur numérique a donné une impulsion à la nouvelle discipline, qui s'est chevauchée avec l’information tout en restant distincte. La science de l'information se préoccupe de tous les aspects de l'organisation et de la communication de l'information enregistrée, de l'information et des littératies digitales nécessaires pour l'utiliser, ainsi que des questions éthiques connexes. Les idées de la discipline sont d'une importance cruciale dans le développement de l'infosphère radicalement changeante ». (Buckland, 2017)

### L’information
Pour Buckland, l’information se décline en trois points :
- L’information en tant que savoir, autrement dit la connaissance que l’on transmet par la communication ;
- L'information en cours, en tant que processus d’information ;
- L'information en tant qu’objet, c’est-à-dire la question du stockage, du support (bits - octets - livres…), très proche de la notion de document.

### Le document
Buckland détache plusieurs visons du document :
- La question de matérialité, c’est-à-dire qu’un objet, pour devenir un document nécessite un contenu inscriptible. Les limites de la matérialité restent sujettes à discussion puisqu'il est possible de considérer un globe terrestre comme un document. La matérialité suppose de prendre en compte également les objets numériques depuis les écrans aux différents supports d’enregistrement.
- La question instrumentale, ici, c'est l’objet qui va devenir un document en étant preuve. Les outils et jouets éducatifs, les collections d’histoire naturelle et les traces archéologiques peuvent être considérés comme tels. Buckland rappelle que dans l’histoire galloise durant les époques où les uniformes n’existaient pas encore, le port du poireau permettait de reconnaître l’allié de l’ennemi. L’étiquette est de fait une sorte de document. C’est dans ce cadre que peut être replacée la fameuse antilope de Suzanne Briet qui devient un document lorsqu'elle est dans un zoo. Il faut considérer ici que l’objet est utilisé comme un document, même si ce n’est pas initialement sa fonction première.
- La question du sens, de la sémiotique. Implique de considérer le document comme ayant un créateur avec une intention, dans la lignée des travaux du philosophe italien Maurizio Ferraris. Michael Buckland préfère d’ailleurs évoquer une conception culturelle plutôt que sociale.

Ces trois visions ne s'excluent pas mutuellement, il précise qu'il est nécessaire d'aller au-delà de vue physique ou matérielle du document. Il évoque le besoin d’articuler une dimension mentale avec la dimension physique ou matérielle.

Une importance est aussi accordée à la relation entre les documents et les questions spatiales et temporelles.
« L’histoire de la technologie documentaire – écrire, imprimer, les télécommunications, copier- peut être vue comme un effort continu pour réduire les contraintes de temps et de place. » (Buckland, 2016).
Cette relation à l’espace-temps est la question clef de l’accessibilité, une accessibilité qui se rapproche d’une immédiateté, mais qui ne doit pas être réduite à un simple échange d’informations qui s’opérerait de façon magique. La pensée de Buckland replace justement l’importance documentaire face aux discours de la société de l’information.

### Le document numérique
Propulsés par Paul Otlet et Suzanne Briet, les travaux sur le document, permettent d'appréhender le document sans être figé sur la question matérielle. Pour Buckland, il s’agit donc bien de poser la question dans une perspective historique et non pas vouloir à tout prix réinterroger le concept sans prendre en compte les démarches définitionnelles précédentes qui permettent déjà de mieux saisir ce qu’est un document et donc un document numérique. La perspective de la documentation permet déjà selon Buckland de répondre aux spécificités du numérique, car la documentation a envisagé l’étude des documents de façon élargie en ne demeurant pas uniquement sur la prise en compte des documents textuels. À cet effet, la question de la preuve introduite notamment par Briet demeure un élément important à prendre en compte. Son importance est finalement plus grande que la prise en compte de la dimension matérielle. L’enjeu repose sur la nécessité de considérer davantage l’objet qui est fait et utilisé comme document, plutôt que de s’arrêter au fait qu’un document est simplement un contenu sur un support.
« Une réponse est que tout ce qui est affiché sur l'écran ou imprimé est un document. On pourrait dire que l'algorithme fonctionne comme un document, comme un genre de document dynamique, qui nous rappelle la position d'Otlet selon laquelle un jouet éducatif devrait être considéré comme une sorte de document. Ce serait cohérent avec la tendance, décrite ci-dessus, à définir un document en termes de fonction plutôt que de format physique. Chaque technologie différente a des capacités différentes, des contraintes différentes. Si nous soutenons la vision fonctionnelle de ce qui constitue un document, nous devrions nous attendre à ce que les documents prennent des formes différentes dans le contexte des différentes technologies. Nous devrions donc nous attendre à ce que ce document puisse être différent dans un environnement numérique. L'algorithme de génération de logarithmes, à la manière d'un jouet éducatif mécanique, peut être vu comme un document dynamique, contrairement aux documents papier ordinaires, mais toujours en accord avec les origines étymologiques du «docu-ment», un moyen d'enseigner - ou évidence, quelque chose dont on apprend. Les tentatives de définition de documents numériques sont susceptibles de rester insaisissables, si l'on veut plus qu'une définition ad hoc, pragmatique. Les définitions basées sur la forme, le format et le support semblent être moins satisfaisantes qu'une approche fonctionnelle, suivant la voie du raisonnement sous-tendant les discussions largement oubliées des objets d'Otlet et de l'antilope de Briet. » (Buckland, 1997).

### La documentation
Pour Michael Buckland les étapes de la documentation doivent être envisagées sur du long terme. Cette approche nécessite de repenser les dispositifs documentaires sur des périodes longues et de tenter d’en comprendre les évolutions. Buckland distingue quatre principaux changements : l’écriture, l’imprimerie, les télécommunications et les possibilités de copier les documents (ce dernier aspect a été négligé et beaucoup moins étudié que les précédents). 
Michael Buckland nous rappelle que Paul Otlet souhaitait faire évoluer le médium du codex, car il le jugeait inefficace d’autant plus que les auteurs étaient trop bavards et qu’ils se répétaient bien de trop. Les positions d’Otlet et de Briet permettent de mieux appréhender la question du document digital ou numérique.

#### La recherche bibliographique
Buckland décrit sept points clefs de la recherche bibliographique ou documentaire qui permettent de resituer notre relation au document et à sa pertinence :
- 0. Création : le document doit avoir été créé et doit exister
- 1. Découverte : il nous fait connaître son existence
- 2. Lieu : nous devons pouvoir en trouver une copie
- 3. Autorisation : nous pouvons avoir besoin de permission pour l'utiliser. Il peut y avoir des contraintes légales
- 4. Condition : est-il en état d'utilisation ? Est-il trop détérioré et/ou trop obsolète pour être utilisé ?
- 5. Interopérable : est-il suffisamment normalisé pour être utilisable ? Les matériaux numériques ou micro-formes peuvent nécessiter un équipement indisponible pour en réaliser la lecture
- 6. Description : est-elle suffisamment claire pour comprendre ce qu’il représente ?
- 7. Confiance : sommes-nous assez confiants de l'origine, de la provenance, de la version et du taux d’erreur qu’il est susceptible de contenir ? » (Buckland, 2013)

## Publications
Michael Buckland a écrit de nombreux articles et monographies. D'après le catalogue international des bibliothèques du WorldCat, il a participé à 58 œuvres dans 258 publications en 4 langues et 5 586 fonds de bibliothèque, parmi elles :

### Ouvrages collaboratifs
- Peter Brophy et Michael K. Buckland (éd.), Reader in operations research for libraries, Englewood, Colo : Information Handling Services. Reader Series in library and information science no 19, 1979.  (ISBN 978-0-910972-46-8).
- Susan Stone et Michael Buckland, Studies in Multimedia: State of the Art Solutions in Multimedia and Hypertext, S.l. : Learned information Inc., 1992  (ISBN 978-0-03-873459-7).
- Trudi Bellardo Hahn et Michael Keeble Buckland (éd.), Historical studies in information science. Medford, ASIS monograph series.  (ISBN 978-1-57387-062-7), 1998

### Ouvrages personnels
- 1975 : Book availability and the library user, New York : Pergamon Press.  (ISBN 978-0-08-017709-0).
- 1983 : Library services in theory and context, New York : Pergamon Press.  (ISBN 978-0-08-030134-1).
- 1991 : Information and information systems, New York : Praeger.  (ISBN 978-0-275-93851-2).
- 1992 : Redesigning library services: a manifesto, Chicago : American Library Association.  (ISBN 978-0-8389-0590-6).
- 2006 : Emanuel Goldberg and his knowledge machine: information, invention, and political forces, Westport, Conn : Libraries Unlimited. New directions in information management.  (ISBN 978-0-313-31332-5).
- 2017 : Information and society, Cambridge, Massachusetts : The MIT Press. The MIT Press essential knowledge series.  (ISBN 978-0-262-53338-6).